# Suzuki DR 800 S
Die Suzuki DR 800 S BIG ist ein Motorrad der Kategorie Reiseenduro, das von 1990 bis 1999 vom japanischen Unternehmen Suzuki hergestellt wurde.

## Technik
Der Motor hat bei einer Bohrung von 105 mm und einem Hub von 90 mm einen Hubraum von 779 cm³, einen doppelt ausgeführten Gleichdruckvergaser und Doppelzündung. Um die bei großvolumigen Einzylindern typischen starken Vibrationen zu unterdrücken, ist der luft-/ölgekühlte Motor mit zwei Ausgleichswellen ausgestattet. Das Motorrad beschleunigt in 5,5 Sekunden von 0 auf 100 km/h und erreicht eine Höchstgeschwindigkeit von 167 km/h.
Für den Einsatz im schweren Gelände ist die Maschine aufgrund ihres hohen Gewichts und hohen Schwerpunktes wenig geeignet, sehr wohl aber für Reisen auf schlechten Straßen oder Schotter, wobei auch der sehr große Benzintank nützlich ist. Die DR BIG wird trotz der oben genannten Nachteile sehr erfolgreich in Rallyes eingesetzt. Das starr an der unteren Gabelbrücke montierte zusätzliche Frontschutzblech, Entenschnabel genannt, erregte bei der Vorstellung 1988 Aufsehen und Kritik, hat sich aber inzwischen zu einem gängigen Stilmerkmal von Reiseenduros entwickelt.
Die Fahrgestellnummern beginnen mit SR 42 A/B und SR 43 A/B, wobei das B hinter der Modellbezeichnung auf den deutschen Bestimmungsort anzeigt, das A auf europäische Modelle. Es gibt nur kleine Unterschiede zwischen beiden, so sind die Blinkerrelais der B-Modelle dreipolig und die der A-Modelle zweipolig.
Einer der besten Rallyefahrer auf der DR BIG ist Stefan Hessler vom Hessler Rallye Team aus Sankt Kilian.

## Testberichte/Kritiken
Ein Testbericht der Zeitschrift MOTORRAD von 1991 urteilte:

„Schon im Stand brabbelt die DR BIG zufrieden und ohne größere Vibrationen vor sich hin. Der Motor nimmt in jedem Drehzahlbereich sauber Gas an. Kein Stottern, kein Verschlucken. Unterhalb der 3000/min fällt  die Big durch ein unangenehmes, für großvolumige Einzylinder aber typisches Ruckeln und Schlagen im Antriebsstrang auf, das bei zunehmender Drehzahl aber vollständig verschwindet. […] Ob enge Haarnadelkurven oder schnelle Wechselkurven, sie läßt sich ohne den gringsten Kraftaufwand dirigieren. Die aufrechte Sitzposition, der breite Lenker und ein spurstabiles, zielgenaues Fahrverhalten vermitteln dem Piloten Sicherheit […]. Die DR Big ist zweifellos ein gelungenes Motorrad zum Touren und Genießen. Ihre Stärke ist die Landstraße. Wer sich dennoch ins Gelände begeben möchte, kann mit dem gut ausbalancierten Brummer Beachtliches zustandebringen. […] Schweres Gelände oder nasses Terrain sind dagegen nicht das Element der DR Big 800 S. Trotz der Handlichkeit […], sind den 222 Kilogramm doch bald physikalische Grenzen gesetzt.“